# SN 1960N
SN 1960N – supernowa typu I odkryta 26 października 1960 roku w galaktyce MCG +04-20-51. W momencie odkrycia miała maksymalną jasność 16,60m.